# سنگ‌نوشته شاپور یکم بر کعبه زرتشت
سنگ‌نوشته شاپور یکم در کعبه زرتشت بر دیوار ساختمان کعبه زرتشت در نقش رستم در شهرستان مرودشت استان فارس کنده شده‌است. ساختمان کعبه به صورت مکعب است و بر سه ضلع آن به سه زبان پارسی میانه، زبان پارتی و زبان یونانی سنگ‌نوشته‌هایی نگاشته‌ شده است.

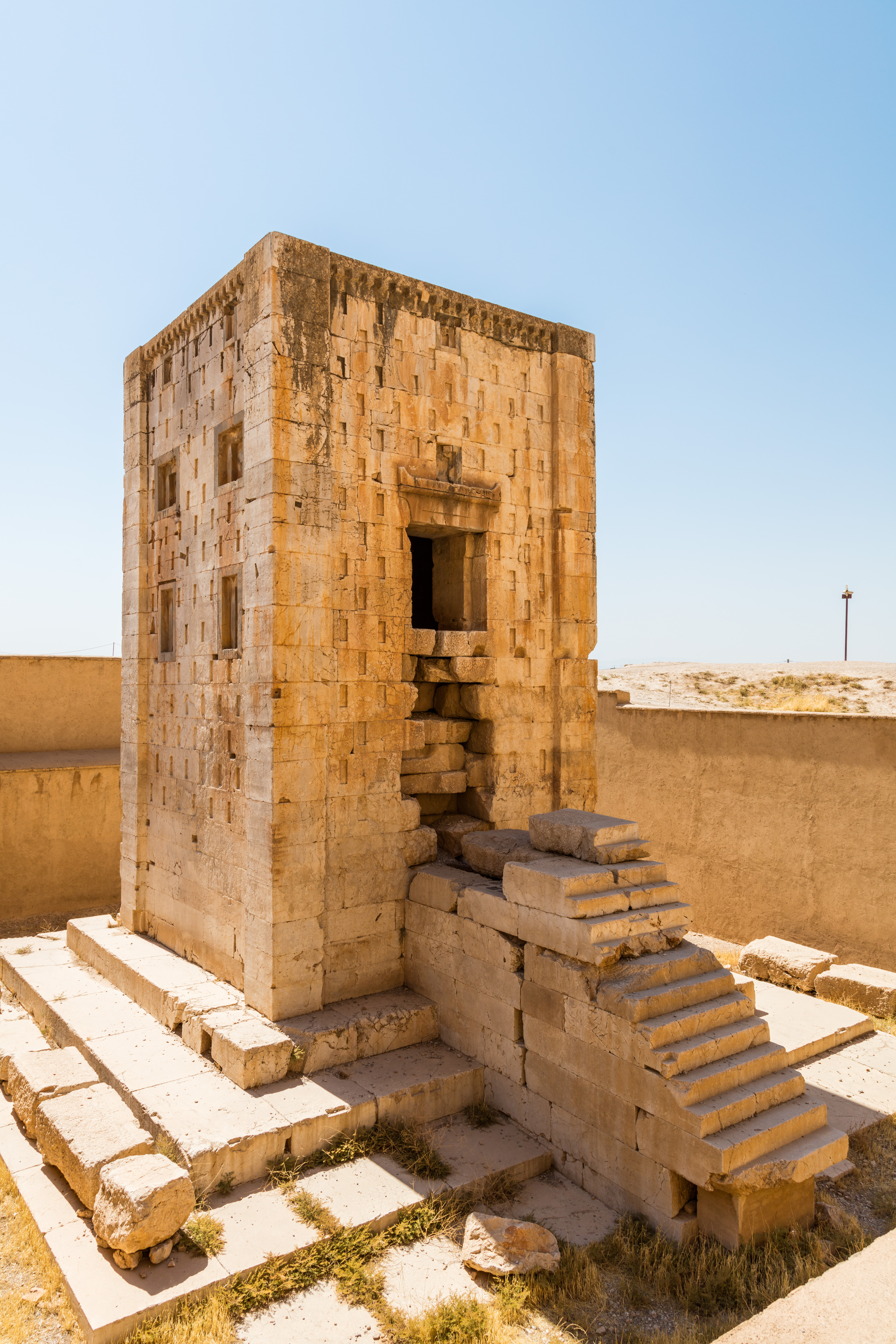
کعبهٔ زرتشت

تحریر پهلوی دارای ۳۵ سطر و بر دیوار شرقی، تحریر پارتی دارای ۳۰ سطر و بر دیوار غربی و تحریر یونانی دارای ۷۰ سطر و بر دیوار جنوبی نگاشته شده‌است. تحریر یونانی و پارتی نسبت به تحریر پهلوی آسیب کمتری دیده است. همچنین در تحریر پارتی و یونانی توافق بیشتری دیده می‌شود و این دو با تحریر پهلوی تفاوت‌هایی دارند. احتمالاً شاپور یکم مطالب خود را برای دو دبیر تقریر کرده‌است و هر کدام مطالب را جداگانه نوشته‌اند که بعد در سنگ کنده شده، ظاهراً اختلاف تحریرها از اینجا ناشی شده است.

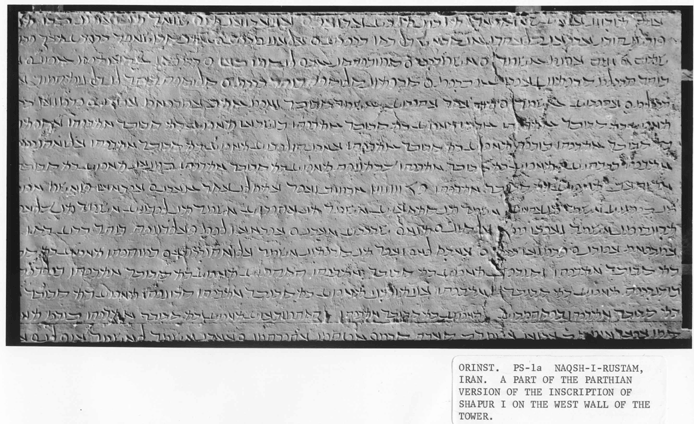
نسخهٔ پهلوی اشکانی سنگ‌نوشته

این سنگ‌نوشته دارای این بخش‌هاست. ۱. مقدمه ۲. متن اصلی ۳. خاتمهٔ سنگ‌نوشته.
- مقدمه: شامل معرفی شاپور یکم و ذکر نسب او از قوم پارس است.
- متن اصلی: خود دارای چند بخش است:

1. ذکر استان‌های کشور
2. شرح نخستین لشکرکشی شاپور علیه گردیانوس سوم قیصر روم و از میان رفتن او و جانشین شدن فیلیپ عرب و قبول پرداخت خراج
3. دومین لشکرکشی شاپور. در این بخش شاپور سرزمین‌های فتح شده، توسط سپاه ایران را برمی‌شمارد.
4. لشکرکشی سوم و به اسارت درآمدن والریانوس (والرین) قیصر و ذکر سرزمین‌هایی که به تصرف ایران درآمده‌بود.
5. ذکر تأسیس آتشکده‌هایی که شاپور در جاهای مختلف برای روان خویش یا اعضای خاندان خود بر پا داشته و نذوراتی که برای روان خویش یا خاندان سلطنتی یا بزرگان دربار به این آتشکده‌ها اختصاص داده است.

- خاتمهٔ سنگ‌نوشته: مشتمل بر این نکته است که شاپور این سرزمین‌ها را به یاری ایزدان به‌دست‌آورده و مرز شرقی ایران که شامل کاشغر تاشکند و شهر مرو بوده‌است و به آیندگان توصیه کرده‌است که در کارهای ایزدان و امور خیریه بکوشند. در پایان تحریر پارتی نام دبیر نیز ذکر شده است.

سنگ‌نوشته شاپور یکم در کعبه زرتشت از چندین جهت از مهم‌ترین سنگ‌نوشته‌های ساسانی است. اهمیت زبان‌شناسی آن در این است که این سنگ‌نوشته منبعی قدیمی برای مطالعهٔ ساختمان زبان پهلوی و زبان پارتی است. از نظر تاریخی شرح حوادث مهم در آن آمده است و نیز با مطالعهٔ آن تا حدی به تشکیلات اداری و مناصب مهم این دوره پی می‌بریم. علاوه بر آن، ذکر تعداد بسیاری از نام‌های خاص در این سنگ‌نوشته بر گنجینهٔ نام‌های خاص ایرانی می‌افزاید.

## متن سنگ‌نوشته
1. من مزدیسن، بغ شاپور، شاهنشاه ایران و انیران که چهر (نژاد) از ایزدان، پور مزدیسن، بغ اردشیر شاهنشاه ایران که چهر از ایزدان پورِ پور (نوه) بغ بابک شاه [است]. خداوندگار ایرانشهرم و [این] شهرها (کشورها) را دارم: پارس، پهلَو، خوزستان، میشان، آسورستان، اربایستان، آتورپاتکان، ارمنستان[۲]
2. وروچان، سیکان، اران، بلاسگان تا فراز به کوهِ کاف (=قفقاز) و [به] در (=حدود) آلانان و به همه [حدود] کوهِ پدیشخوار، ماد، گرگان، مرو، هرات و همه ابرشهر، کرمان، سکستان، توران، مکران، پارادان، هندوستان، کوشان شهر تا فراز به پیشاور و تا به کاش(=کاشغر)، سغد و چاچستان…[تا ساحل] دریا [یعنی] مزون شهر؛ و من گرفتم پیروز شاپور نامی… و من گرفتم[۳]
3. هرمزد اردشیر نامی/نام را؛ و این همه شهر (کشور) و شهریار و والیان، همگی برای ما به باج و بندگی ایستادند؛ و هنگامی که نخست من بر شهر (کشور) ایستادم (=پادشاه شدم)، گردیانوسِ قیصر از همه شهر[های] روم، گُت و ژرمن سپاه جمع کرد و از [سوی] آسورستان به سوی ایرانشهر و ما آمد؛ و در مرز آسورستان جنگی در «مشیک» جنگ بزرگی بود (=درگرفت) گردیانوسِ
4. قیصر کشته شد، سپاه رومیان از بین رفت و رومیان «فیلیپوس» را قیصر کردند و فیلیپوسِ قیصر به نمسته (=التماس و شفاعت) به سوی ما آمد و برای خون‌بها پانصد هزار دینار داد (پرداخت) [و] به باج ایستاد (=باج‌گذار شد) و ما از این رو مشیک را «پیروز شاپور» نام کردیم (=نهادیم). و قیصر دوباره دروغید، در ارمنستان گناه کرد و ما به شهر (=کشور) روم یورش کردیم و سپاه شصت هزار نفری رومیان را در «بیبالیش» [=بالس]

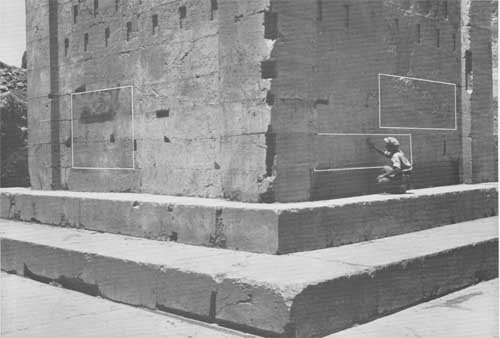
مکان سنگ‌نوشته

5. زدیم (نابود کردیم) و شهر (=سرزمین) سوریه و آنچه که در بالای شهر سوریه بود همه را آذر بیز (سوزانده)، ویران و نابود کردیم. و گرفتیم (=فتح کردیم) تنها در این نبرد از شهر (=کشور) رومیان: دژ و شهرستان «آناث» را با ناحیه‌های اطراف آن، دژ «اروپن» با ناحیه‌های اطراف آن، شهرستان بیبالیش با ناحیه‌های اطراف آن، شهرستان منبوگ
6. با ناحیه‌های اطراف آن، شهرستان حلب با ناحیه‌های اطراف آن، شهرستان کنشرا با ناحیه‌های اطراف آن، شهرستان آپومیا با ناحیه‌های اطراف آن، شهرستان رنیپوس با ناحیه‌های اطراف آن، شهرستان زوما با ناحیه‌های اطراف آن، شهرستان گُندُروس با ناحیه‌های اطراف آن، شهرستان ارمیناژ با ناحیه‌های اطراف آن، شهرستان سلوکیه با ناحیه‌های اطراف آن، شهرستان انطاکیه

1. با ناحیه‌های اطراف آن، شهرستان کیروس با ناحیه‌های اطراف آن، دیگر شهرستان سلوکیه با ناحیه‌های اطراف آن، شهرستان اسکندریه با ناحیه‌های اطراف آن، شهرستان نیکوپولیس با ناحیه‌های اطراف آن، شهرستان سزار با ناحیه‌های اطراف آن، شهرستان حما با ناحیه‌های اطراف آن، شهرستان ارستون با ناحیه‌های اطراف آن، شهرستان دیکور با ناحیه‌های اطراف آن، شهرستان دورا با ناحیه‌های اطراف آن، شهرستان دولیخ با ناحیه‌ها
2. اطراف آن، شهرستان کرکسیا با ناحیه‌های اطراف آن، شهرستان ژرمانیا با ناحیه‌های اطراف آن، شهرستان بتنان با ناحیه‌های اطراف آن، شهرستان خانر با ناحیه‌های اطراف آن. اندر کاپادوکیه: شهرستان سَتَل با ناحیه‌های اطراف آن، شهرستان دومان با ناحیه‌های اطراف آن، شهرستان ارنگلیا، با ناحیه‌های اطراف آن، شهرستان سوش با ناحیه‌های اطراف آن، شهرستان شود با ناحیه‌های اطراف آن، شهرستان فرات با ناحیه‌های اطراف آن.
3. بر روی هم سی و هفت شهرستان با ناحیه‌های اطراف آن. سومین بار، هنگامی که ما به حرّان و الرّها حمله کردیم و حرّان و الرّها را محاصره کردیم، والریانوس قیصر به پذیره ما آمد و با [او] بود از سرزمین ژرمانیا، از سرزمین ریشیا، از سرزمین نیرکوس، از سرزمین داکیا، از سرزمین پندانیا، از سرزمین میسیا، از سرزمین آستاریا، از سرزمین اسپانیا، از سرزمین آفریقا، از سرزمین تراکیا،
4. از سرزمین بوتنیا، از سرزمین آسیا، از سرزمین پامپیا، از سرزمین آسوریا، از سرزمین لوکونیا، از سرزمین گلاتینا، از سرزمین لوکیا، از سرزمین کیلیکیه، از سرزمین کاپادوکیه، از سرزمین فریگیا، از سرزمین سوریه، از سرزمین فنیقیه، از سرزمین یهودیا، از سرزمین ارابیا، از سرزمین مورن، از سرزمین ژرمانیا، از سرزمین روتاس، از سرزمین اسنیوس.
5. از سرزمین میان رودان، سپاهی هفتاد هزار [نفر]. و در آن سوی حرّان و الرّها حمله بزرگی بر والریانوس قیصر بود (=شد) و والریانوس قیصر را، خودم، با دست‌های خویش دستگیر کردم و سایر حاکمان، سناتوران، و فرماند[هانی] که در سر (=رأس) آن سپاه بود، همه را دستگیر کردم و به پارس هدایت کردم (=آوردم) و سرزمین سوریه، کیلیکیه و سرزمین کاپادوکیه را
6. آذر بیز (سوزانده)، ویران و غارت کردم؛ و گرفتم این بار از رومیان، سرزمین اسکندریه و شهرستان کتسیوس با ناحیه‌های اطراف آن، شهر شمشات با ناحیه‌های اطراف آن، شهرستان کرترای با ناحیه‌های اطراف آن، شهرستان ایگا با ناحیه‌های اطراف آن، شهرستان ماماسیتا با ناحیه‌های اطراف آن، شهرستان مالوس با ناحیه‌های اطراف آن، شهرستان آدانا با ناحیه‌های اطراف آن، شهرستان ترسوس
7. با ناحیه‌های اطراف آن، شهرستان زفیرون با ناحیه‌های اطراف آن، شهرستان سپستیا با ناحیه‌های اطراف آن، شهرستان کورکوس با ناحیه‌های اطراف آن، شهرستان انزرپوس با ناحیه‌های اطراف آن، شهرستان کاستاپلا با ناحیه‌های اطراف آن، شهرستان نرینیاس با ناحیه‌های اطراف آن، شهرستان پلاویاس با ناحیه‌های اطراف آن، شهرستان تودینا با ناحیه‌های اطراف آن، شهرستان قیصریه با ناحیه‌های اطراف آن، شهرستان کومانادیا
8. با ناحیه‌های اطراف آن، شهرستان کوپستریا با ناحیه‌های اطراف آن، شهرستان سباستیا با ناحیه‌های اطراف آن، شهرستان بیرت با ناحیه‌های اطراف آن، شهرستان راکوندیا با ناحیه‌های اطراف آن، شهرستان لارندیا با ناحیه‌های اطراف آن، شهرستان ایکوندیا با ناحیه‌های اطراف آن، همه شهرستان‌ها با ناحیه‌های اطراف آن سی و شش؛ و از مردمان سرزمین (=کشور) روم [و] از انیران
9. آورده شده (=به عنوان اسیر آورده شد) اندر ایرانشهر، اندر پارس، پارت، خوزستان، آسورستان و دیگر سرزمین (=استان) به سرزمینی که از آنِ ما و پدر و نیاکان و پیشینیان [ما] بود، آنجا برقرار کردیم (=در آن جاها سکنی دادیم). و ما سرزمین‌های بسیار دیگری را خواستیم [و] بسیار نام (=آوازه) و نیوی(=دلیری) کردیم که اینجا ننوشتیم. اما آن چند (=مقداری) از کرده هارا فرمان دادیم نوشتن (=بنویسند) تا کسی که پس از [ما] خواهد بود.
10. این نیکنامی [کرده‌ها] و نیوی و خداوندگاری ما را بشناسد؛ و پیش از آنکه ایزدان آنگونه سرزمین‌ها را به ما بدهند (=ارزانی دارند) و با پشتی (=پشتیبانی) ایزدان این چند کشور را بخواهیم و بداریم، این چنین ما در کشور بسیار آذر بهرام نشانیدیم و بسیار مغ مردان را کرفه کردیم و ایزدان را نیایش‌های بزرگ کردیم و اینجا، در سنگ‌نوشته نوشتیم: یک آتشی معروف به شاپور
11. نام برای [آمرزش] روان و نیکنامی‌مان، آتشی معروف به آذر-آناهید نام برای [آمرزش] روان و نیکنامی دخترمان آذر-آناهید شهبانوی شهبانوها، آتشی معروف به هرمزد-اردشیر نام برای [آمرزش] روان و نیکنامی هرمزد-اردشیر، پسرمان، بزرگ شاه ارمنیان، آتشی معروف به شاپور نام برای [آمرزش] روان و نیکنامی شاپور، پسرمان، شاه میشان
12. آتشی معروف به نرسه نام برای [آمرزش] روان و نیکنامی آزاده مزدیسن، نرسه، پسرمان، شاه هند [و] سکستان و توران تا ساحل دریا [برپا کردیم]. و آنچه را که بدین آذران ارزانی می‌داریم و آنچه از آیین‌ها که برپا داشتیم، هم چنین همه را بر این سند نوشتیم و از آن روی هزار بره را که افزون بر آیین بود و ما این‌ها را به آذران پیشکش کردیم، ما فرمان می‌دهیم که این‌گونه کرده شود برای [آمرزش] روان ما روز
13. به روز (=روزانه) یک بره، یک گریو و پنج هوفن نان، چهار پاس شراب، برای [آمرزش] روان ساسان خدای و بابک شاه و شاپور شاهِ بابکان و اردشیر شاهنشاه، خورانزیم شهبانو، آذر-آناهید شهبانوی شهبانوها، شهبانوی دینی، بهرام گیلان شاه، شاپور شاهِ میشان. هرمزد-اردشیر شاه بزرگ ارمنیان، نرسه سکان شاه، شاپور-دختک
14. شهبانوی سکاها، چشمک بانو، شهزاده پیروز، مورود بانو، مادر شاپور شاهنشاه، شهزاده نرسه، رود-دخت شهزاده، دختر انوشک، وراز-دخت، دختر خورانزیم، شهبانوی استخر یاد و هرمزدک، پسر شاه ارمنیان، هرمزد و هرمزدک، اوتابخت و بهرام، شاپور پیروز پسر[ان] شاه میشان، شاپور-دختک، دختر شاه میشان و
15. هرمزد-دختک دختر سکان شاه [هرکدام] یک بره، یک گریو و پنج هوفن نان، چهار پاس شراب؛ و از بره [هایی] که آنجا باقی می‌ماند، تا هرزمان که طول بکشد، برای [آمرزش] روان کسانی که ما فرمودیم روانشان ستوده شود و اینجا نوشته شد: برای کسانی که در زمان خداوندگاری بابک شاه بودند: ساسان ارنوکان، فردکِ فردکان، بهرام بادِ هورکان، اسپورکِ اسپورکان، پوهرکِ مرتینکان، زیک در باربد
16. شاپور بیژنکان، شاپور مهروزینکان. برای کسانی که در زمان خداوندگاری اردشیر شاهنشاه بودند: ساترپ، ابرنیک شاه، اردشیر، شاهِ مرو، اردشیر شاهِ کرمان، اردشیر سکان شاه، دینیک، مادر بابکِ شاه، رودک مادر اردشیر شاهنشاه، دینیک بابکان، شهبانوی شهبانوها، اردشیر بیدخش، بابک هزارپت، دیهینِ وراز، ساسانِ سورن، ساسان اندیکان خدای، پیروزِ کارن
17. گوکِ کارن، ابرسامِ اردشیر فر، گیلمان دماوندی (=از دماوند)، رخش سپهبد، ماردِ دبیربد، بابک درباربد (رئیس تشریفات)، پاشهرِ ویسپورکان، ویفردِ فردکان، مهرخواست بریسکان، هوم فریاد مایگان بِد (=رئیس بایگانی)، دَرَن زین بد (رئیس اسلحه خانه)، شهرک دادور (=قاضی)، وردن آخور بد، مهرگ توسرکان، زیک زبرکان، سکپوس نخچیر بد، هوتوک آذوقه بد (=رئیس آذوقه) زاهین می‌دار. کسانی که برای (=در زمان) خداوندگاری ما بودند: اردشیر شاهِ ادیابن، اردشیر
18. شاهِ کرمان، دینیک شهبانوی میشان، دستگرد شاپور، همزاسپ شاه وروچان، شاهزاده ولخشِ بابکان، شاهزاده ساسان که به وسیه فردکان نگهداری می‌شد (=پرورش یافته بود)، دیگر (=هم چنین) شاهزاده ساسان که به وسیله فردکان کدوگان نگهداری می‌شد، شاهزاده نرسه پیروز کان، شاهزاده نرسه شاپورگان، شاپور بیدخش، بابک هزارپت، پیروز اسب بد، اردشیرِ وراز، اردشیرِ سورن، نرسه اندیکان
19. خدای، اردشیرِ کارن، بهنام فرماندار، پریاک ساتراپ وه-اندیوک-شاپور، سریتود شاهموست، اردشیرِ اردشیر هشنوم، پاشهرِ تهم شاپور، اردشیر ساتراپ گودمان، چشمکِ نیوشاپور، بهنام شاپور هشنوم، تیر مهر دژبان شهرکَرد، زیک درباربد، اردوان دماوندی (=از دماوند)، گندفر آبکان رزمجوی و پاپیش،
20. پیروز-شاپور شنبیدکان، وارزن ساتراپ جی، کردسروِ بیدخش، بابک ویسپورکان، ولخش سلوکان، یزدبد، اندرزبد (=رای زن) شهبانوها، بابک سپسیردار، نرسه ساتراپ رند، تیانک ساتراپ همدان، وردبدپریستاگ بد، جود مرد رستکان، اردشیر بی فردکان، ابرسام-شاپور دریگان بد (=رئیس دربار)، نرسه بردکان، شاپور نرسکان، نرسه
21. آذوقه بد، هرمزد دبیر بد، نادوک زندانبان، بابک دربد (=دربان بد)، پاسپردِ پاسپردکان، آبداخش دژبدکان، کرتیر هیربد، رستگ، ساتراپِ وه اردشیر، اردشیر بیدخشان، مهر-خواست گنجور، شاپور فرماندار، ارشتادِ مهران، دبیرنامه‌ها، ساسانِ شبستان (=خواجه) ساسانکان، ویرایِ بازاربد (=رئیس بازاریان)، اردشیر ساتراپ نیریز، بغداد وردپتیکان (=گُلبدان) کرتیرِ اردوان، زروان دادبندگان
22. وینار ساسانکان، مانزکِ شبستان (=خواجه)، ساسانِ دادور (=قاضی)، وردن ناش پتکان، وردک (=گُلک) ورازبد (=گُرازبان) هریک، یک بره، یک گریو و پنج هوفن نان، چهار پاس شراب. اکنون همان گونه که ما بر امور و کارهای ایزدان می‌کوشیم و ایزدان دستگردیم (=دستگرد ایزدان هستیم) و به یاری ایزدان این چند شهر (=سرزمین) را خواستیم و گرفتیم، نیکنامی و نیوی (=دلیری) کردیم، آن کسی که پس از ما خواهد بود و فرهمند بُود او چنان‌که بر امور و
23. کارهای ایزدان بکوشد. پس ایزدان او را یاور باشند و دستگرد کنند. این دست نبشته (=سنگ‌نوشته) من هرمزدِ دبیر، پسر شیلکِ دبیر[است].

## اهمیت تاریخی سنگ‌نوشته کعبه زرتشت
سنگ‌نوشته پهلوی کعبه زرتشت که تاکنون از لحاظ کمیت و کیفیت بزرگ‌ترین و مهم‌ترین سند و سنگ‌نوشته پهلوی ساسانی و به منزله یک صفحه درخشان و غیرقابل انکار تاریخ شاپور اول و کشور گشائی او و حدود و ثغور کشور پهناور ایران ساسانی می‌باشد. کعبه زرتشت که نگاهبان این اعتبار و سند پرارج و بهاست و سنگ‌نوشته به سه خط پهلوی اشکانی و پهلوی ساسانی و یونانی بر بدنه آن کنده شده یک بنای چهارگوش ساده و در عین حال زیبا و باهیمنه ایست که دوازده متر ارتفاع دارد و از شانزده ردیف سنگ‌های گران وزن مرمرنما در فاصله چهل و شش متری کوه مقدس حاجی‌آباد برابر آرامگاه ابدی شاهنشاهان هخامنشی و در همان دوران بنا گردیده که فکر حمل چنین سنگ‌های عظیم‌الجثه ئی انسان را مات و مبهوت می‌سازد.

## بررسی سنگ‌نوشته کعبه زرتشت
راجع به اینکه کعبه زرتشت برای چه منظوری بنا گردیده اقوال و عقاید مختلف است بعضی آن را مقبره و پاره‌ای جایگاه آتش مقدس و دسته‌ای محل نگاهداری کتاب مقدس اوستا و پرچم‌های سلطنتی دانسته‌اند.
این سنگ‌نوشته که بی‌تردید مهم‌ترین سنگ‌نوشته فارسی میانه است به سه زبان پارتی سی سطر بر دیوار غربی، پهلوی سی و پنج سطر بر دیوار شرقی و یونانی هفتاد سطر بر دیوار جنوبی کعبه زرتشت تحریر شده‌است. تحریر پهلوی آسیب بسیار دیده ولی تحریر پارتی و یونانی آن با آسیب دیدگی کمتری کاملاً قابل قرائت می‌باشد. از این روی تحریر پارتی سنگ‌نوشته در اینجا مورد پژوهش قرار گرفته‌است. این سنگ‌نوشته از سه بخش مقدمه شامل معرفی و نسب شاپور متن اصلی شامل محدوده جغرافیائی ایران ساسانی، شرح سه لشکرکشی شاپور به امپراتوری روم و برپاکردن آتشکده‌ها و موخره شامل توصیه‌های شاپور به آیندگان ترکیب یافته‌است. این سنگ‌نوشته بی‌شک نمونه باز ساخته سنگ‌نوشته بیستون داریوش است از جنبه‌های گوناگونی از جمله ارزش‌های زبانی، اعلام اشخاص، نام‌های جغرافیائی ایرانی و نیز امپراتوری روم؛ منصب‌های دولتی و اطلاعات تاریخی بسیار باارزش است.
در این سنگ‌نوشته شاپور به معرفی خود و به شرح ایالات امپراتوری خود پرداخته، به نبرد با امپراتوران روم اشاره نموده و از کسانی‌که رومی‌ها را همراهی کرده‌اند نام برده و از شهرهائی که از رومیان گرفته و نام آن‌ها را به نام‌های دلخواهش چون پیروز شاه تغییر داده نام می‌برد. ازمناصب شاهزادگان یاد می‌کند. وقوفات و نذورات خود را شرح داده و از بنای چند آتشکده سخن رانده‌است. همچنین در این سنگ‌نوشته فهرستی از مناصب کشوری و لشکری، روحانی وجود دارد که در مطالعه و فهم مناصب دوره ساسانیان بسیار مهم و ارزشمند است.

### مناصب یادشده در سنگ‌نوشته کعبه زرتشت
از مناصب یادشده در این سنگ‌نوشته:
بیدخش: مرزبانان ارمنستان و گرجستان ابتدا با لقب بیدخش (بدشخ) داشتند. بیدخش علاوه بر حکومت، ریاست اسواران ولایتی را هم عهده‌دار بوده‌است.
هزاربد: ارمنی‌ها در نامه‌ای که به به مهرنرسه صدراعظم یزدگرد دوم نوشته‌اند او را هزارپت ایران و انیران گفته‌اند.
فرمادار: فرمادار همان فرماندار است که در اصطلاح روحانیان زرتشتی به یکی از مقامات بزرگ گفته می‌شد.
وردبد: از مأموران عالیرتبه روحانی بوده (استاد عمل) که نمی‌توان حدود وظایفشان راتعیین کرد.
شهرب: همان شهربان، ساتراپ و والی است.
گنجور: همان خزانه دار سلطنتی است و نگهبان مسکوکات گهبد نام داشته‌است.
بازاربد: رئیس بازار محسوب می‌شده.
هیربذ:یعنی مربی و آتشبان و نگاهبان آتشکده‌ها در برهان قاطع خدمتکار آتش معنی شده. در هر صورت این سمت یکی از مناصب مهم و پس از موبدان موبد اعتبار و اهمیتی شایان داشته‌است.
هزاربد: را به صدراعظم ایران می‌گفتند.
دادور: هم احتمالاً یک مقام قضائی بوده وردبد و پرسته بد هم جزو مقامات روحانی بوده‌اند.
دبیر بد: رئیس دبیران
سپاهبد: رئیس جنگیان که فرمانده کل قوا نیز بوده و اختیارات او فراتر از یک فرمانده ارتش امروزی بوده‌است.
واسپوهران :در درجه دوم اهمیت و پس از شاهان محلی و منتسب به خانواده‌های با اهمیت بوده‌اند. هفت خانواده بودند که در زمان ساسانیان از بقیه مقدمتربودند. (کارن-سورن-اسپهبد-اسپندیاد-مهران-زیک) املاک واسپوهران در سراسر کشور ایران پراکنده بوده، مخصوصاً در ماد و پارت که مهد دولت اشکانی محسوب می‌شود و در ایالت پارس که منشأ دودمان ساسانی است. املاک خاندان‌های مزبور در این ایالات نزدیک بهم قرار داشت و تشکیل اقطاعات وسیعه و تیولات در آنجا ممکن نبود. ظاهراً همین نکته یکی از علل عمده‌ای بوده‌است که به تدریج تیولداران بزرگ را در طی دوره ساسانی مجبور کرد تا در زمره نجبا و اشراف درباری درآمدند و تا حدی وضع ملوک الطوایف را از دست دادند. اما تا زمانیکه جامعه قدیم باقی بود، واسپوهران علاقه و انتساب باستانی خود را با دیه (ویس) نگاهداشتند.
از مناصب مذکور دیگر درین سنگ‌نوشته: دژبد، نویدبد، نخجیربد، گرستبد، آخوربد، می‌دار، گرازبد، زندان بد می‌باشد.

### فهرست ایالات شاهنشاهی ساسانی بر اساس سنگ‌نوشته زرتشت
سنگ‌نوشته شاپور با فهرستی از ایالاتی که به دولت ساسانی متعلق است آغاز می‌شود و نشان می‌دهد که شاهنشاهی شاپور بیشتر از آنچه که تاکنون تصور می‌شد وسعت داشته‌است مخصوصاً در مشرق و شمالشرقی. در مغرب، ارمنستان، گرجستان و تمام دره رود کُر تا معبر آلانان در قفقازیه به شاپور تعلق داشت. ایران در مشرق تا ایندوس وسعت داشته و شامل مکوران سند، کابل و قسمت اعظم مملکت سابق کوشان تا شهر پشاور (پیشاور)-که نام آنهم ذکرشده – بوده‌است. در شمالشرقی، سلطنت شاپور را تا سر حد کاش – یعنی کاشغر – شناخته بودند.
قسمت بعد سنگ‌نوشته تاریخ مختصر نبردهای با امپراتوری روم را در مدت بیست سال اول سلطنت شاپور که مقدم بر نصب سنگ‌نوشته بود، شرح می‌دهد. درآنجا نخست از حمله گردیانوس امپراتور، به بابل کمی بعد (Gordianus)از جلوس شاپور بر تخت شاهنشاهی بحث می‌کند. امپراتور روم شکست یافت و در جنگ کشته شد. سپاهیان رومی فیلیپ مشهور به عرب را به عنوان امپراتور روم اعلام کردند و این انتخابی نادرست بود. فیلیپ برای تقاضای عفو نزد شاپور آمد و پس از پرداخت فدیه‌ای به مبلغ نیم میلیون دینار طلا مرخص شد تا به کشور خویش بازگردد.
پس از چند سال صلح جنگی تازه بر سر ارمنستان که همواره سبب جنگ‌های ایران و روم بود روی داد. شاپور سپاهیان روم را مغلوب کرد و به سوریه حمله برد و به ساحل انطاکیه و در جنوب به حُمص رسید.
بر اثر این حمله خسارات بسیار وارد شد. رومیان همه قوای خود را برای انتقام گرد آوردند. اما بخت به رومیان روی ننمود. در سنگ‌نوشته فهرست مفصلی از ایالات رومی که سپاهیان را از آن‌ها جمع‌آوری کرده بودند درج شده‌است.
پس از جنگی بزرگ که جوار ادسا (اورفای جدید) سپاهیان رومی تلف شدند و سرداران ایشان- که امپراتور والرین هم در بین آنان بود- اسیر گردیدند. این شکست بزرگ‌ترین شکستی بود که ایرانیان بر رومیان وارد آورند و آن نتایج مهم تاریخی در پی داشت. این شکست دولت جوان ساسانی را به منزله اداره‌کننده دولتی جهانی و همدوش امپراتوری وسیع روم مستقر ساخت در هر حال از هنگام محاربه ادسا به بعد جنگ‌های بسیار بین این دو کشور روی داد ولی هرگز امیدواری کامل برای یکطرف ایجاد نشد که طرف دیگر را شکست دهد و بر او تسلط یابد این وضعی که برقرار شد مدت چهار قرن ثابت ماند. جنگ‌های دائم بین این دو دولت با اشتیاقی ناتمام صورت می‌گرفت و طرفین انتظار پیروزی نهائی نداشتند این جنگ‌ها طرفین را ضعیف کرد، و عاقبت به شکست هر دو در برابر عرب منجر شد.
شاپور پس از شرح تاریخ جنگ‌های خود با روم از قدرت خداوندی — که پیروزی خود را بدو نسبت می‌دهد — سپاسگزاری می‌کند. برای اظهار امتنان وی آتشکده‌های متعدد برپا می‌دارد و وقف می‌کند تا شعله‌های مقدس آن‌ها جاویدان بیاد حوادث بزرگ روزگار وی مشتعل باشد. هر روز در برابر این آتش‌ها نام همه کسانی را که در ایجاد دولت ساسانی شرکت و به نهضت ایران یاری کردند تا از صورت مملکتی ضعیف و پراکنده به شکل کشوری متحد محترم و مفتخر و مقتدر درآید با احترام یاد کنند.
نام این کسان در فهرستی طویل — که تقریباً نصف سنگ‌نوشته را فراگرفته — ذکر شده‌است. در نظر مورخ این فهرست اسامی و عناوین — که به نظر خسته‌کننده می‌آید — بزرگ‌ترین فایده را داراست. این فهرست شامل نام‌ها و مقامات همه اعضای خاندان شاهنشاهی از جد اعلای شاپور، ساسان به بعد است. در این صورت نه تنها نام صاحب منصبان دولت شاپور دیده می‌شود بلکه همچنین اسامی صاحب منصبانی که در زمان اردشیر و حتی بابک خدمت کرده بودندیادشده‌است تغییراتی در عناوین داده شده نشان می‌دهد که چگونه دولت ساسانی از صورت یک حکومت ایالتی بی‌اهمیت به سرعت وسعت یافته و به شکل دولتی جهانی درآمد.
روی همرفته این سنگ‌نوشته یکی از مهم‌ترین سنگ‌نوشته‌هایی است که تاکنون کشف شده‌است. سنگ‌نوشته مزبور نه تنها از لحاظ تاریخ ایران بلکه به منزله سندی در تاریخ جهان معتبر است، زیرا اتفاقاً دوره‌ای که سنگ‌نوشته بدان تعلق دارد قبلاً خصوصاً مبهم بود و نوشته‌های مورخان یونانی و رومی به هیچ وجه کافی نیست. در خصوص تاریخ ایران، پرتوی که این سنگ‌نوشته بمبادی دولت ساسانی می‌اندازد، با هیچ سنگ‌نوشته دیگری قابل مقایسه نیست. مبادی و اصول یک دولت غالباً بیشتر از تاریخ آن دولت پس از استقرار موفقیت‌آمیز موجب اطلاع و سودمند است ما حقیقتاً خوشبختیم که اکنون برای دو عصر مهم تاریخ ایران اسناد قدیمی داریم که مبادی و اصول آن دو دوره را روشن می‌سازد و آن سنگ‌نوشته بیستون و سنگ‌نوشته کعبه زرتشت است.
خلاصه می‌توان گفت که سنگ‌نوشته‌های پهلوی مهم‌ترین منابع تاریخ ساسانی است. آن‌ها مبادی دولت مزبور را که مبتنی بر سلسله مراتب بود آشکار می‌کنند و نشان می‌دهد چگونه و چرا اتحاد دولت و روحانیت صورت گرفت. مابسیار خوشبختیم که اکنون اسناد دست اول یعنی گفتارهای شاپور و کرتیر را دو مردی که مخصوصاً عهده‌دار تأسیس شاهنشاهی ساسانی بودند دارا هستیم.